# Gundelsdorf (Pöttmes)
Gundelsdorf ist ein Pfarrdorf und Gemeindeteil des Marktes Pöttmes im bayerisch-schwäbischen Landkreis Aichach-Friedberg. Der Ort liegt circa 15 Kilometer nordwestlich der Kreisstadt Aichach. In der gleichnamigen Gemarkung liegt auch die Einöde Koppenzell.

## Geschichte
Eine urkundliche Ersterwähnung erfuhr Gundelsdorf im Jahre 1270 unter der Bezeichnung „Gundoltsdorf“, was auf einen Hof eines gleichnamigen Gründers schließen lässt. Im Dreißigjährigen Krieg wurde der Ort 1630 völlig zerstört.
Bis zum 1. Juli 1972 gehörte Gundelsdorf als Gemeinde zum Landkreis Aichach und fiel dann mit der Gebietsreform in Bayern an den neugegründeten Landkreis Aichach-Friedberg, der bis zum 1. Mai 1973 den Namen Landkreis Augsburg-Ost trug. Am 1. Januar 1976 wurde Gundelsdorf in den Markt Pöttmes eingemeindet.

## Sehenswertes
Die neugotische Pfarrkirche Heilig Kreuz mit einem Scheyerer Zweibalkenkreuz wurde 1913 erbaut. Die am 13. März 1940 durch Sturmschaden zerstörte Turmpyramide wurde 1951 erneuert. 
Die katholische Pfarrei Heilig Kreuz gehört zur Pfarreiengemeinschaft Pöttmes im Dekanat Aichach-Friedberg des Bistums Augsburg. Zur Pfarrei gehören auch Ingstetten, Mandlach, Sedlbrunn und Sankt Othmar.
In die Denkmalliste eingetragen sind ferner die Kapelle bei der Einöde Koppenzell, die Wallfahrtskirche St. Othmar und der Gutshof Sedlbrunn.